# Lugy
Lugy è un comune francese di 145 abitanti situato nel dipartimento del Passo di Calais nella regione dell'Alta Francia.

## Storia

### Simboli
Il comune, per realizzare il proprio stemma, ha unito il blasone di
Oudart-Lamoral de La Buissière, signore del luogo, divenuto marchese di Lugy nel 1694, (d'azzurro, a tre bisanti d'oro) con quello della famiglia De Thiennes, signori del XVIII secolo (d'oro, alla bordura d'azzurro, allo scudetto d'argento in cuore, bordato pure d'azzurro e caricato di un leone di rosso). I bisanti d'oro sono diventati dei tortelli d'azzurro e il campo e la bordura sono stati invertiti.

## Società

### Evoluzione demografica
Abitanti censiti